# Laguna de los Pozuelos
Die Laguna de los Pozuelos ist ein Salzsee im Hochland Argentiniens. Der See liegt in einem Hochbecken der Puna unmittelbar östlich der Hauptkordillere der Anden auf einer Höhe von 3635 m über dem Meeresspiegel an der Grenze der Departamentos Rinconada, Santa Catalina und Yavi im Nordwesten der Provinz Jujuy.

## Wasserversorgung
Die Flüsse Río Cincel und Río Sarcari bilden die Hauptzuflüsse. Die Ausdehnung des Sees hängt stark von der schwankenden Wasserversorgung ab. Die maximale Ausdehnung am Ende der Regenzeit (März, April) kann 25 Kilometer in Nord-Süd-Richtung und 9 Kilometer in Ost-West-Richtung betragen.

## Natur
Die Laguna de los Pozuelos ist Teil des Vogelschutzgebietes Monumento Natural Laguna de los Pozuelos und seit 1992 entsprechend der Ramsar-Konvention ausgewiesen. Hier gibt es Brutkolonien dreier verschiedener Arten von Flamingos. Des Weiteren kommen mehrere Arten von Enten, Gänsen und Rallen vor. Die kargen Uferbereiche, die weitestgehend nur von Ichu-Gras und Salzkrusten geprägt sind, werden von Vikunjas besiedelt.

## Zugang
Der Zugang erfolgt von Abra Pampa über die Ruta Provincial 7 – auf der auch Busse nach Rinconada nahe dem Westufer des Sees verkehren – oder von La Quiaca aus über die Ruta Nacional 40 und anschließend über Ruta Provincial 87 oder Ruta Provincial 7a.

## Weblink
- http://www.websdelsur.com.ar/lahueya/index/parques/lagunadelospozuelos.htm